# Thymallus yaluensis
Thymallus yaluensis är en fiskart som beskrevs av Tamezo Mori botanist  1928. Thymallus yaluensis ingår i släktet Thymallus och familjen laxfiskar. Inga underarter finns listade i Catalogue of Life.